# تانگوآ
تانگوآ (انگلیسی: Tanguá) نام شهری در کشور کلمبیا است.